# Pedro Geromel
Pedro Tonon Geromel (ur. 21 września 1985 w São Paulo) – brazylijski piłkarz grający na pozycji obrońcy w Grêmio. Reprezentant kraju.

## Kariera klubowa
Geromel swoją karierę zaczynał w juniorskim składzie SE Palmeiras. W 2003 roku podpisał kontrakt z GD Chaves. W portugalskim klubie przez dwa lata gry wystąpił w 15 ligowych meczach. Latem 2005 roku zawodnik przeniósł się do występującej w BWIN Liga Vitórii SC. W drużynie z Guimarães grał przez trzy lata, po czym podpisał kontrakt z beniaminkiem Bundesligi - 1. FC Köln. W niemieckiej ekstraklasie zadebiutował 16 sierpnia 2008 roku w przegranym 1:2 spotkaniu z Wolfsburgiem. Pierwszego gola dla Kolonii strzelił prawie trzy miesiące później – 7 listopada w wygranym 2:1 meczu z Hannoverem 96.
W 2012 roku przeniósł się na zasadzie 4-letniego wypożyczenia do RCD Mallorca. W sezonie 2012/2013 wystąpił w 30 spotkaniach i strzelił jednego gola. Drużyna zajęła 18. miejsce i kolejny sezon rozgrywała w Segunda División. W grudniu 2013 Geromel podpisał kontrakt z Grêmio. W grudniu 2014 brazylijski klub definitywnie wykupił zawodnika z FC Köln.

## Kariera reprezentacyjna
27 sierpnia 2016 roku otrzymał powołanie do reprezentacji Brazylii zastępując w składzie kontuzjowanego Rodrigo Caio. Debiut w barwach narodowych zaliczył 25 stycznia 2017 roku w wygranym 1:0 towarzyskim spotkaniu z Kolumbią.